# Voo 19
O Voo 19 (em inglês: "Flight 19") é uma das ocorrências mais documentadas na história do Triângulo das Bermudas.
Na tarde do dia 5 de dezembro de 1945, uma esquadrilha de cinco aviões Grumman TBF Avenger deixou a Base Aero-Naval de Fort Lauderdale (Naval Air Station Fort Lauderdale) para uma operação de treinamento. Naquele que seria o último treinamento antes da formatura dos cadetes, o esquadrão iria simular um ataque com torpedos e em seguida retornaria à base.
Cada aeronave conduzia três homens (um piloto, um radioperador e um artilheiro), com exceção de uma delas, que conduzia apenas um piloto e um artilheiro, de modo que havia um total de quatorze homens na operação. Flight 19 Simple English

## Desaparecimento
Noventa minutos depois da decolagem, o comandante da operação, capitão instrutor Charles Carroll Taylor, conseguiu se comunicar com a base e dizer que eles estavam perdidos. Foi registrada ainda uma conversa por rádio entre o comandante Taylor e outro piloto da Marinha, tenente Robert F. Cox, um instrutor de voo sênior que estava voando próximo e não fazia parte da operação. O último contato do voo 19 foi às 19h04, quando o tenente Cox ainda conseguiu contato com o voo 19. Naquele momento, ele tentava localizar o esquadrão, mas a base de Fort Lauderdale recomendou que abandonasse a área.

## Missão de busca e novo desaparecimento
Um hidroavião modelo PBM Mariner, com uma tripulação de treze homens, foi enviado ao local onde houve o último contato da tripulação, mas também desapareceu. Menos de meia hora depois da decolagem, tendo o PBM avisado a torre que estavam se aproximando da última posição conhecida do voo 19.

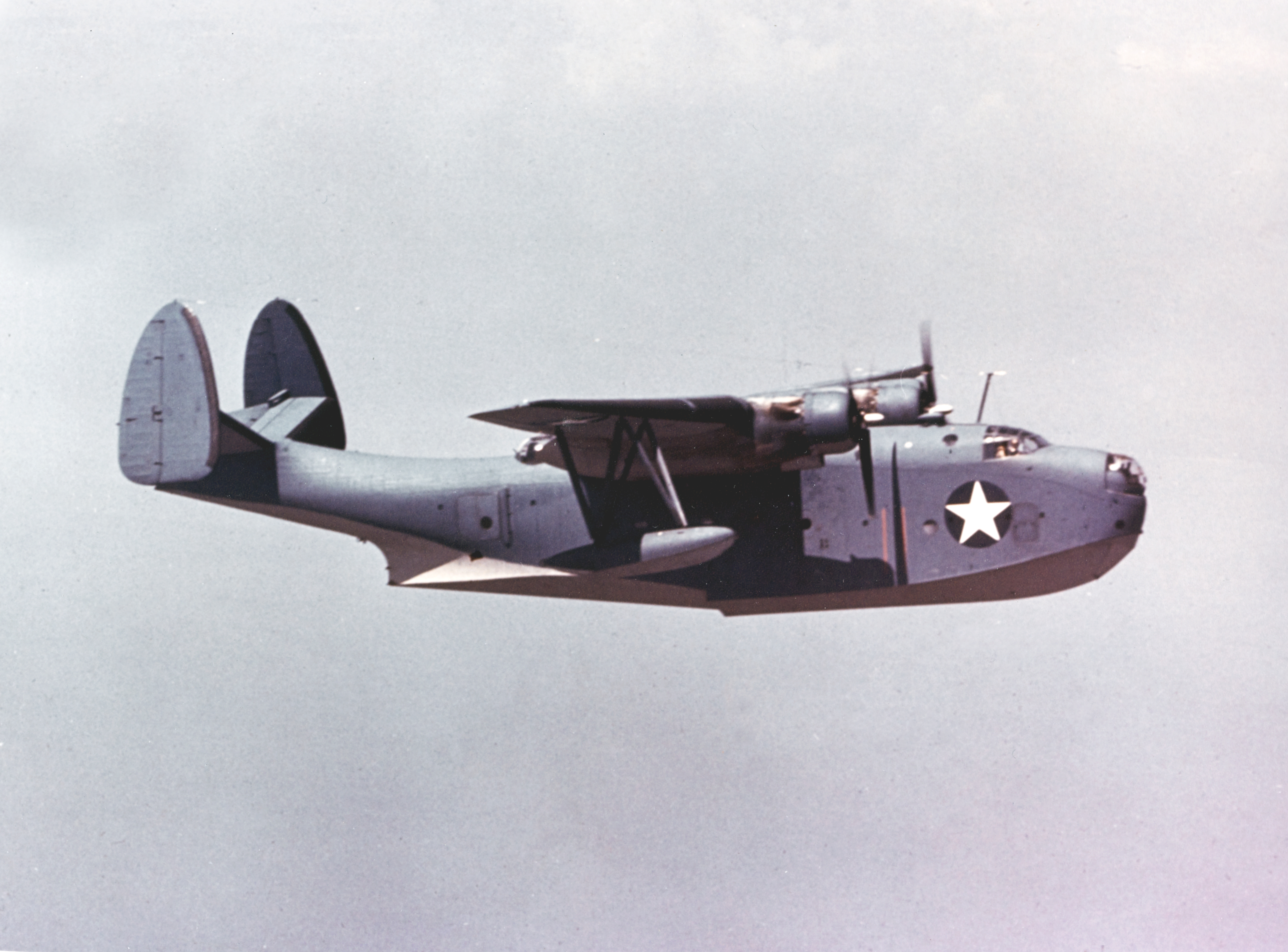
PBM Mariner.

 Depois de enviar um relatório da posição, não houve mais nenhuma comunicação da torre com o avião de resgate. O destino do esquadrão em treinamento nunca foi determinado, bem como dos outros treze homens enviados para procurar seus colegas perdidos.

## Novas buscas
As buscas envolveram centenas de navios e aviões. A Marinha colocou em operação 248 aviões, além de dezoito navios. Navios mercantes também participaram das buscas, além de numerosas embarcações de pesquisa. As buscas cobriram mais de 200 000 milhas quadradas (520 000 quilômetros quadrados) do Oceano Atlântico e do Golfo do México. 
 Muitos oficiais da Marinha participaram das operações. Frank Dailey, um capitão da reserva, voou em um hidroavião PBY-5 por três dias, seis horas por dia, varrendo toda a costa da Flórida à procura de destroços, mas nunca encontrou nenhum vestígio. O tenente Dave White, instrutor de voo sênior na Base de Fort Lauderdale, também voou por três dias, junto com seu instrutor assistente e vinte de seus alunos, por toda a costa da Flórida em baixas altitudes, mas não encontraram nenhum vestígio dos aviadores ou dos destroços.

## Hipótese
De acordo com o geólogo da USP Carlos José Archanjo, com a existência de gás metano no fundo do oceano, o gás provocaria explosões ao atingir a atmosfera da terra. Por ser uma forma bruta do gás de cozinha, o metano pode entrar em combustão com a faísca do motor de um avião, além de diminuir a densidade da água ao redor de um barco, fazendo-o afundar.
Conforme os pesquisadores da Universidade do Colorado, nos Estados Unidos, existe um padrão anormal nas nuvens que se formam e sobrevoam a região. O formato dessas nuvens é geometricamente hexagonal, e os cientistas compararam a sua atuação com a de uma "bomba aérea".